# Ока Таїті
Ока Таїті (яп. 岡太; нар. 5 квітня 1988, префектура Тотторі) — японський борець греко-римського стилю, бронзовий призер чемпіонату Азії.

## Життєпис
Боротьбою почав займатися з 2005 року. Виступає на змаганнях переважно з греко-римської боротьби, але Кубку світу 2013 року виступив у турнірі з вільної боротьби, де посів 10 місце.
Виступає за борцівський клуб Сил самооборони Японії, в яких служить. Тренер — Ястоші Мотокі.

## Спортивні результати на міжнародних змаганнях

### Виступи на Чемпіонатах світу
| Змагання                        | Збірна | Вагова категорія                 | Місце |
| ------------------------------- | ------ | -------------------------------- | ----- |
| Чемпіонат світу з боротьби 2011 | Японія | греко-римська боротьба, до 84 кг | 25    |
| Чемпіонат світу з боротьби 2013 | Японія | греко-римська боротьба, до 84 кг | 16    |
| Чемпіонат світу з боротьби 2015 | Японія | греко-римська боротьба, до 85 кг | 32    |

### Виступи на Чемпіонатах Азії
| Змагання                       | Збірна | Вагова категорія                 | Місце  |
| ------------------------------ | ------ | -------------------------------- | ------ |
| Чемпіонат Азії з боротьби 2011 | Японія | греко-римська боротьба, до 84 кг | 8      |
| Чемпіонат Азії з боротьби 2012 | Японія | греко-римська боротьба, до 84 кг | 5      |
| Чемпіонат Азії з боротьби 2013 | Японія | греко-римська боротьба, до 84 кг | 5      |
| Чемпіонат Азії з боротьби 2015 | Японія | греко-римська боротьба, до 85 кг | Бронза |

### Виступи на Азійських іграх
| Змагання           | Збірна | Вагова категорія                 | Місце |
| ------------------ | ------ | -------------------------------- | ----- |
| Азійські ігри 2014 | Японія | греко-римська боротьба, до 85 кг | 10    |

### Виступи на Кубках світу
| Змагання                    | Збірна | Вагова категорія           | Місце |
| --------------------------- | ------ | -------------------------- | ----- |
| Кубок світу з боротьби 2013 | Японія | вільна боротьба, до 120 кг | 10    |

### Виступи на інших змаганнях
| Змагання                                                         | Збірна | Вагова категорія                 | Місце |
| ---------------------------------------------------------------- | ------ | -------------------------------- | ----- |
| Турнір Дана Колова — Николи Петрова 2010                         | Японія | греко-римська боротьба, до 84 кг | 8     |
| Чемпіонат світу з боротьби серед студентів 2010                  | Японія | греко-римська боротьба, до 84 кг | 5     |
| Міжнародний меморіал Дейва Шульца 2011                           | Японія | греко-римська боротьба, до 84 кг | 6     |
| Золотий Гран-прі з боротьби 2011 (Баку)                          | Японія | греко-римська боротьба, до 84 кг | 10    |
| Олімпійський кваліфікаційний турнір з боротьби 2012 (Гельсінкі)  | Японія | греко-римська боротьба, до 84 кг | 16    |
| Золотий Гран-прі з боротьби 2013 (Сомбатгей)                     | Японія | греко-римська боротьба, до 84 кг | 17    |
| Гран-прі FILA 2015                                               | Японія | греко-римська боротьба, до 85 кг | 26    |
| Кубок Владислава Пітласинські 2015                               | Японія | греко-римська боротьба, до 85 кг | 32    |
| Гран-прі Угорщини з боротьби 2016                                | Японія | греко-римська боротьба, до 85 кг | 20    |
| Олімпійський кваліфікаційний турнір з боротьби 2016 (Астана)     | Японія | греко-римська боротьба, до 85 кг | 5     |
| Олімпійський кваліфікаційний турнір з боротьби 2016 (Улан-Батор) | Японія | греко-римська боротьба, до 85 кг | 5     |